# Giappone ai Giochi della XXVI Olimpiade
Il Giappone partecipò ai Giochi della XXVI Olimpiade, svoltisi ad Atlanta, Stati Uniti, dal 19 luglio al 4 agosto 1996, con una delegazione di 306 atleti impegnati in ventisette discipline.

## Risultati

### Calcio
- Uomini

| Atleta | Classifica |                     |
| --- | --- | ------------------- |
| V · D · M Nazionale olimpica giapponese · Calcio ai Giochi Olimpici Estivi 1996 1 Kawaguchi · 2 Shirai · 3 Suzuki · 4 Hironaga · 5 Tanaka · 6 Hattori · 7 Maezono · 8 Itō · 9 Jō · 10 Endō · 11 Morioka · 12 Uemura · 13 Matsuda · 14 Nakata · 15 Akiba · 16 Matsubara · 17 Michiki · 18 Shimoda · CT : Nishino | 9° |                     |
| Nazionale olimpica giapponese · Calcio ai Giochi Olimpici Estivi 1996 | |                     |
| 1 Kawaguchi · 2 Shirai · 3 Suzuki · 4 Hironaga · 5 Tanaka · 6 Hattori · 7 Maezono · 8 Itō · 9 Jō · 10 Endō · 11 Morioka · 12 Uemura · 13 Matsuda · 14 Nakata · 15 Akiba · 16 Matsubara · 17 Michiki · 18 Shimoda · CT: Nishino                                                                                  | 1 Kawaguchi · 2 Shirai · 3 Suzuki · 4 Hironaga · 5 Tanaka · 6 Hattori · 7 Maezono · 8 Itō · 9 Jō · 10 Endō · 11 Morioka · 12 Uemura · 13 Matsuda · 14 Nakata · 15 Akiba · 16 Matsubara · 17 Michiki · 18 Shimoda · CT: Nishino | Giappone (bandiera) |

- Donne

| Atleta | Classifica |                     |
| --- | --- | ------------------- |
| V · D · M Nazionale giapponese femminile · Calcio ai Giochi Olimpici Estivi 1996 1 Ozawa · 2 Tōmei · 3 Yamaki · 4 Haneta · 5 Obe · 6 Nishina · 7 Sawa · 8 Takakura · 9 Kioka · 10 Noda · 11 Handa · 12 Uchiyama · 13 Otake · 14 Kadohara · 15 Izumi · 16 Onodera · CT : Suzuki | 7° |                     |
| Nazionale giapponese femminile · Calcio ai Giochi Olimpici Estivi 1996 | |                     |
| 1 Ozawa · 2 Tōmei · 3 Yamaki · 4 Haneta · 5 Obe · 6 Nishina · 7 Sawa · 8 Takakura · 9 Kioka · 10 Noda · 11 Handa · 12 Uchiyama · 13 Otake · 14 Kadohara · 15 Izumi · 16 Onodera · CT: Suzuki                                                                                   | 1 Ozawa · 2 Tōmei · 3 Yamaki · 4 Haneta · 5 Obe · 6 Nishina · 7 Sawa · 8 Takakura · 9 Kioka · 10 Noda · 11 Handa · 12 Uchiyama · 13 Otake · 14 Kadohara · 15 Izumi · 16 Onodera · CT: Suzuki | Giappone (bandiera) |